# Vance W. Amory International Airport
Vance W. Amory International Airport is een vliegveld bij Newcastle, Saint James Windward op het eiland Nevis in Saint Kitts en Nevis. Het ligt ongeveer 8 km ten noordoosten van de hoofdstad Charleston, en biedt vluchten naar Caraïbische eilanden.

## Overzicht
Het vliegveld heette oorspronkelijk Bambooshay Airport en was later hernoemd naar Newcastle Airport. In 2002 werd het vliegveld uitgebreid en van een nieuwe terminal voorzien. Het vliegveld werd hernoemd naar Vance W. Amory International Airport ter ere van Vance Amory, de voormalige premier van Nevis.
Het vliegveld biedt reguliere vluchten naar Caraïbische eilanden als Anguilla, Saint Kitts, Tortola, Saint Thomas, Puerto Rico, Montserrat en Sint Maarten via Anguilla.